# MS Sleipner
MS Sleipner fue un ferry catamarán de alta velocidad noruego construido en 1999 para la empresa HSD Sjø por Austal Ships of Australia. Construido principalmente de aluminio, tenía 42 metros (138 pies) de largo, 12,5 metros (41 pies) de ancho y estaba certificado para 358 pasajeros.
El 26 de noviembre de 1999, sólo tres meses después de su puesta en servicio, durante una travesía con mal tiempo, el Sleipner chocó con una roca en la famosa parte del Mar del Norte llamada "Sletta", justo al norte de la ciudad de Haugesund. El barco se hundió y murieron 16 personas a bordo.

## Hundimiento
El viernes 26 de noviembre de 1999, el Sleipner salió de Haugesund a las 18.50 horas con rumbo a Bergen. Al otro lado del mar abierto en Sletta, el barco experimentó fuertes vientos del suroeste. A las 19.08 horas el barco se estrelló contra la roca llamada Store Bloksen. Inmediatamente después del accidente, el Sleipner notificó el accidente a las autoridades a través de Rogaland Radio (RR), que fue transmitida al Hovedredningssentralen (Centro Conjunto de Coordinación de Rescate del Sur de Noruega), indicando que el Sleipner había golpeado las rocas cerca del faro de Ryvarden (Sveio).
Reconociendo las posibles consecuencias del accidente, el JRCC declaró una situación de may day, algo que la tripulación del Sleipner no había hecho. Se pidió a todos los barcos dentro de un radio de 30 a 45 minutos del accidente que ayudaran en la operación de rescate, y aproximadamente media hora después de que Sleipner se hundiera. Aproximadamente entre 10 y 12 barcos prestaban asistencia.
De las 85 personas a bordo, 69 se salvaron. Posteriormente se recuperaron e identificaron los cuerpos de las 16 personas restantes. Esto lo convirtió en el accidente de transbordadores de pasajeros más grave en la historia reciente de Noruega.

## Investigación

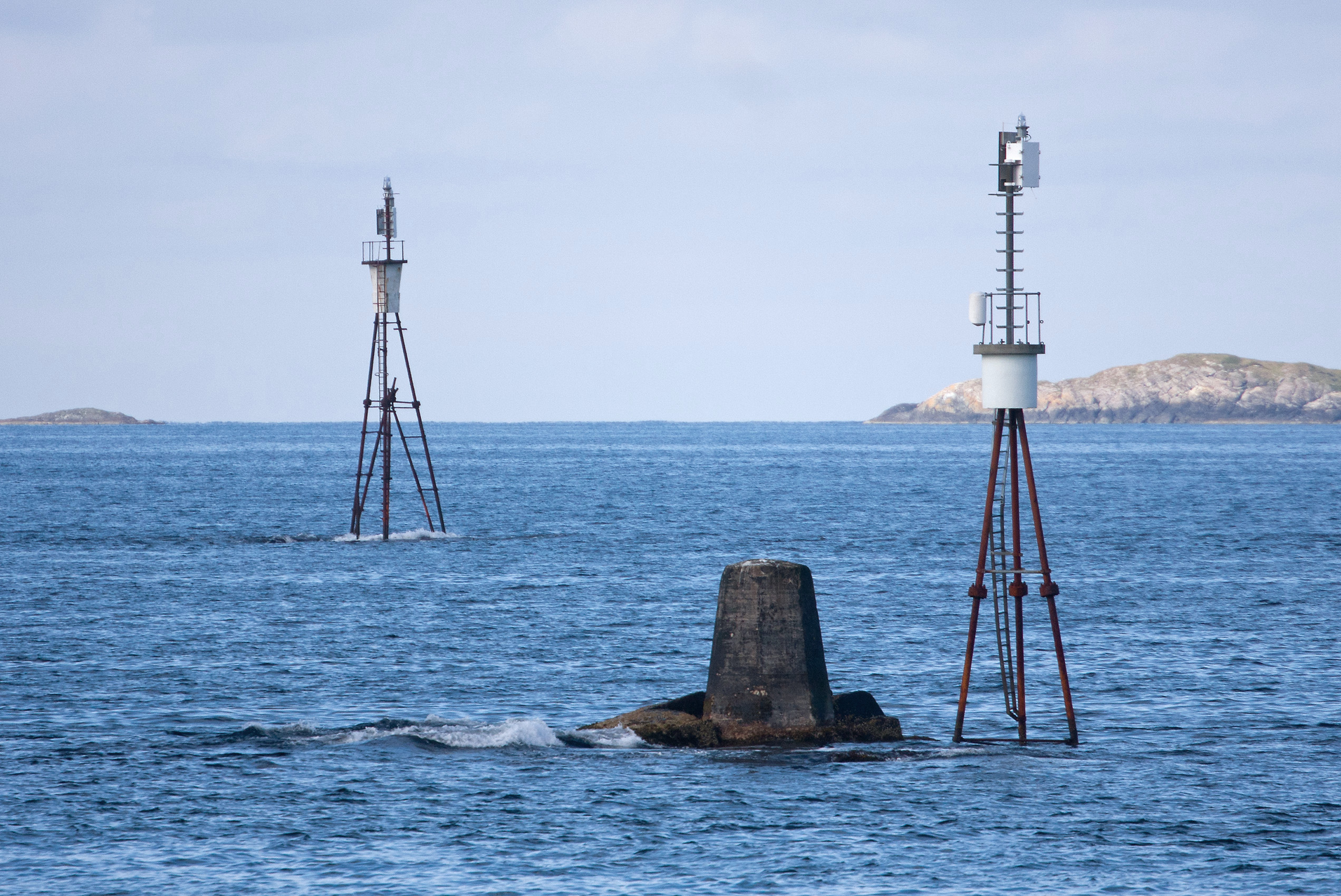
Las rocas llamadas Store Blokso con las que el Sleipner chocó antes de hundirse.

La investigación posterior al desastre reveló que el accidente y su magnitud fueron causados por una serie de factores:
- La causa inicial del accidente fue un error de navegación ya que el barco se desviaba aproximadamente 400 metros de su rumbo. El barco había entrado en servicio sólo unos meses antes y la tripulación aún no estaba completamente familiarizada con su equipo, en particular con su sistema de radar. Se comprobó que la tripulación se había centrado demasiado en el radar y no en la inspección visual.
- En el momento del accidente, las olas eran más altas de lo que estaba homologado el barco. La compañía de ferry no había completado una prueba de condiciones climáticas adversas para el Sleipner , por lo que la Autoridad Marítima de Noruega concedió al barco un permiso temporal con una altura de ola máxima significativa de un metro. Sin embargo, las autoridades y la compañía naviera no se aseguraron de que el ferry sólo navegase dentro de ese límite. La noche del accidente, la altura de las olas en el lugar del accidente era de 2,3 metros.
- Austal Ships se había desviado de los planos originales. En lugar de instalar un dispositivo de comunicación en cada uno de los dos cascos, tanto el sistema principal como el de respaldo se instalaron en un lado. Como fue este lado el que golpeó la roca, la mayoría de los circuitos eléctricos se desconectaron poco después del accidente.
- Sólo se desplegó una de las balsas salvavidas, que se alejó flotando antes de que los pasajeros pudieran subir a bordo. De nuevo la causa fue la inexperiencia de la tripulación con el nuevo barco, que sólo practicaba procedimientos de emergencia cuando hacía buen tiempo. La comisión de investigación también criticó el sistema de seguridad y de balsas salvavidas por ser defectuoso y demasiado complicado. La lista de control para el despliegue de las balsas salvavidas incluía un total de 24 escalones y todos los pasajeros debían ser evacuados a través del vestíbulo de entrada, que la comisión consideró demasiado pequeño en una situación de emergencia.
- Los chalecos salvavidas tenían graves fallas. Se ponían pasando la cabeza por una abertura y luego apretando los lados. Sin embargo, al entrar al agua, los chalecos salvavidas se deslizaron sobre la cabeza de los pasajeros. Los chalecos salvavidas habían sido aprobados por las autoridades británicas y aceptados en Noruega, aunque sólo después del accidente se descubrió que no cumplían las normas. Como consecuencia de la investigación, todos los chalecos salvavidas de los ferries de pasajeros noruegos se cambiaron por un modelo que incluye una correa adicional que debe pasarse entre las piernas de los pasajeros.

El capitán del barco, Sverre Johan Hagland, fue condenado a seis meses de prisión.